# Sagina donatioides
Sagina donatioides är en nejlikväxtart som beskrevs av Ferdinand von Mueller. Sagina donatioides ingår i släktet smalnarvar, och familjen nejlikväxter. Inga underarter finns listade i Catalogue of Life.